# Traveler’s Coffee
Traveler’s Coffee (произносится Трэвэлерс Кофе) — компания по продаже кофе, созданная в 2000 году в Новосибирске. Основатель — Кристофер Майкл Тара-Браун, позднее развивавший сеть совместно с Пириевым Анваром. Компания имеет сеть кофеен, собственное обжарочное  производство. Управляющая компания — ООО «Трэвэлерс кофе Интернэшнл». Главный офис расположен в Москве, Россия.

## О компании
Компания «Traveler’s Coffee» была создана в 1997 году. В 2000 году в Новосибирске был открыт первый эспрессо-бар, а через 2 года — первая стационарная кофейня «Traveler’s Coffee». Общее количество кофеен по состоянию на декабрь 2019 г. — 101 кофейня в 45 городах 5 стран.

## История сети

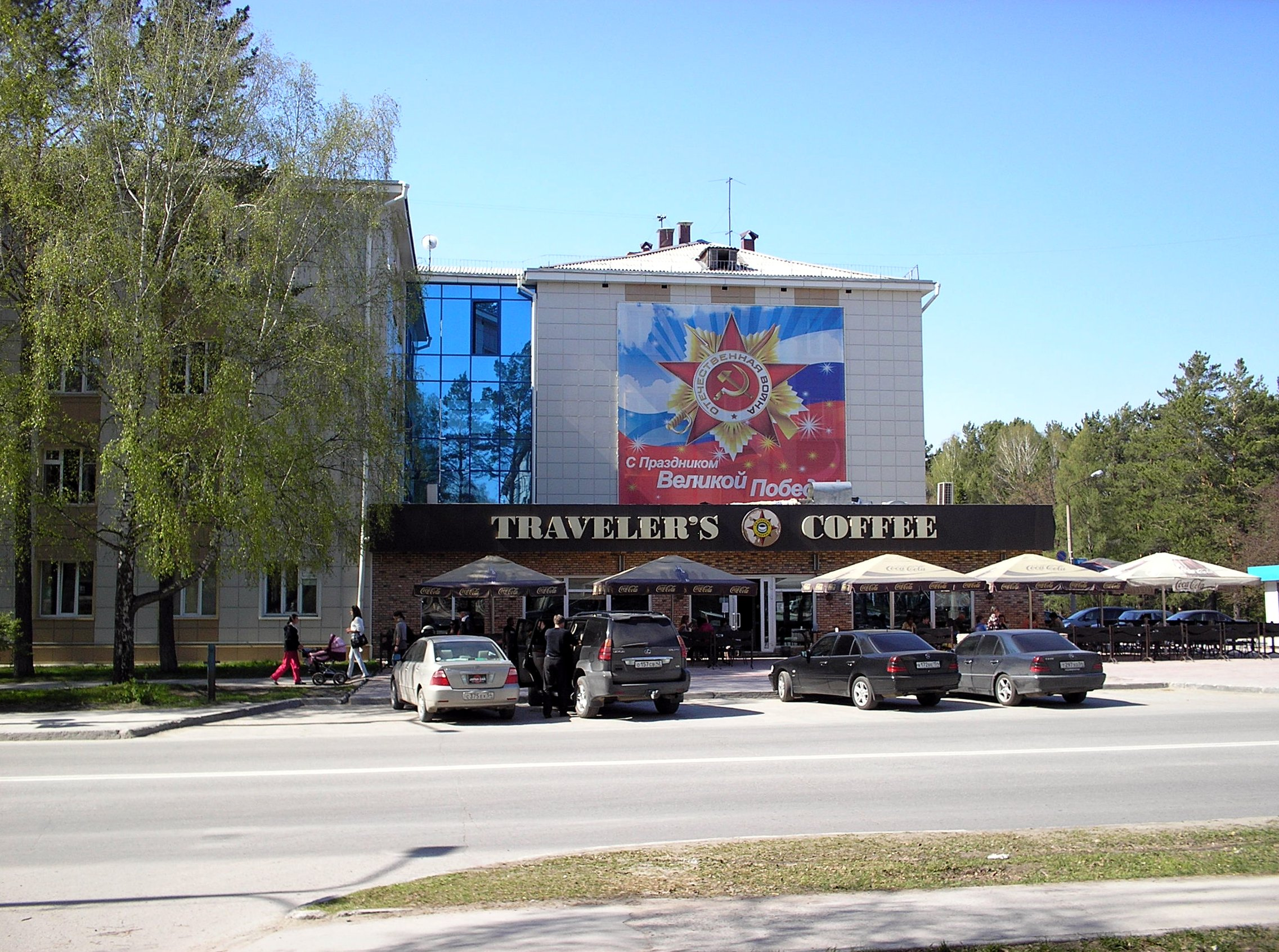
Кофейня Traveler’s Coffee в Новосибирском Академгородке

В 1997 году был разработан первый бизнес-план эспрессо-бара Traveler’s Coffee.
24 февраля 2000 года открылся первый эспрессо-бар в Новосибирске по адресу ул. Ленина,12 в помещении предприятия быстрого питания New York Pizza. Запускается собственный обжарочный цех. В 2001 году открываются ещё два эспрессо-бара под маркой Traveler’s Coffee.
В 2002 году открывается первая стационарная кофейня в Новосибирске. Обжарочное производство сертифицировано специалистами SCAA — Specialty Coffee Association of America
В 2004 году в Новосибирске открылась вторая стационарная кофейня на Красном проспекте, 86.
В 2006 году подписан первый франчайзинговый контракт, появилась первая кофейню за пределами Новосибирска.
В 2008 году кофейня сети начала работать в Азербайджане в Баку. В Новосибирске организовано собственное кондитерское производство. Отлажен технологический процесс производства на базе удаленных предприятий. В 2009 году общее количество кофеен в сети достигло 24-х.
В 2010 году компания открыла кофейню в Москве.
В 2011 году общее количество кофеен достигает 50, четверть из которых находятся в европейской части России. Заработала вторая кофейня за рубежом — в Алмате (Казахстан).
В марте 2016 года компания открыла кофейню во Франкфурте-на-Майне, в ноябре 2019 года — в Нюрнберге.
В 2014 году общее количество кофеен составляло 94 в 49 городах и 5 странах мира, в 2017 году — более 120 кофеен в 53 городах 6 стран. По состоянию на 1 декабря 2019 год насчитывалась 101 кофейня в 45 городах России, Азербайджана, Казахстана и Германии.

## Деятельность
Traveler’s Coffee работает в сегменте specialty («особенный» кофе и сопутствующие продукты). Имеется собственная обжарочная линия.

## География
- Россия

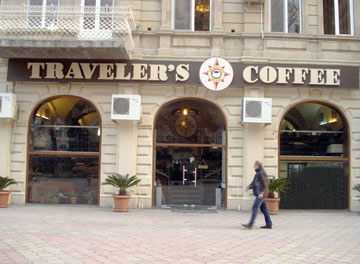
Кофейня Traveler’s Coffee в Азербайджане, Баку

- Азербайджан (c 2008 года)
- Казахстан (с 2011 года)
- Кыргызстан (c 2015 года)
- Германия (с 2016 года)